# Juncus andersonii
Juncus andersonii är en tågväxtart som beskrevs av Franz Georg Philipp Buchenau. Juncus andersonii ingår i släktet tåg, och familjen tågväxter. Inga underarter finns listade i Catalogue of Life.